# Liste du patrimoine immobilier classé de Hamois
Cette page regroupe l'ensemble du patrimoine immobilier classé de la ville belge de Hamois.
| Objet | Année de construction / Architecte | Adresse                  | Section communale | Coordonnées                      | Numéro d’inventaire | Illustration                                                                                          |
| --- | ---------------------------------- | ------------------------ | ----------------- | -------------------------------- | ------------------- | --- |
| Chapelle Sainte-Agathe (Hubinne) | XIVe                               | rue Sainte-Agathe        | Hamois            | 50° 20′ 29″ nord, 5° 09′ 35″ est | 91059-CLT-0001-01   | Chapelle Sainte-Agathe (Hubinne)                                                                      |
| Ferme de Hubinne (façades et toitures de tous les bâtiments) rue de Hubinne, n°s 10-12 et les murs de l'ancien cimetière (M) et ensemble formé par la chapelle Sainte-Agathe, tous les bâtiments de la ferme, les murs de l'ancien cimetière et les terrains environnants (S) |                                    | Rue de Hubinne n°s 10-12 | Hamois            | 50° 20′ 29″ nord, 5° 09′ 35″ est | 91059-CLT-0002-01   | Ferme rue de Hubinne                                                                                  |
| Ferme du Bâtiment (façades, toitures et charpente),excepté l'annexe au sud-est, route de Skeuvre, n°2 |                                    | Route de Skeuvre n°2     | Natoye            | 50° 20′ 18″ nord, 5° 04′ 13″ est | 91059-CLT-0004-01   | Ferme du Bâtiment (façades, toitures et charpente),excepté l'annexe au sud-est, route de Skeuvre, n°2 |
| Sont déclassés, les orgues de l'église Saint-Pierre (Mohiville) |                                    |                          | Mohiville         | 50° 19′ 11″ nord, 5° 11′ 27″ est | 91059-CLT-0005-02   | Image manquanteTéléverser                                                                             |